# 羅夏希夫卡
47°52′21″N 31°53′35″E / 47.87250°N 31.89306°E
羅夏希夫卡（烏克蘭語：Рощахівка），是烏克蘭中部的村莊，隸屬基洛夫格勒州的克羅皮夫尼茨基區。該村始建於十八世紀，面積0.69平方公里，海拔高度120米，2001年人口456，人口密度每平方公里665.7人。